# Ichigkat Muja - Cordillera de Cóndor nationalpark
Ichigkat Muja - Cordillera de Cóndor nationalpark (spanska:  Parque Nacional Ichigkat muja - Cordillera del Cóndor ) är en nationalpark i norra Peru, i Amazonas-regionen.
Nationalparken är 88 477 hektar stor och blev nationalpark i augusti 2007.